# Parti du peuple d'abord (Corée du Sud)
Pour les articles homonymes, voir Parti du peuple d'abord.
Le Parti du peuple d'abord (hangeul : 국민중심당, hanja : 國民中心黨, romanisation révisée : Gungmin Jungsim-dang, PPA, nom anglais : People First Party ou PFP) était un parti politique sud-coréen dirigé par Sim Dae-pyung et Shin Kook-hwan.
Parti conservateur de centre-droit, il était principalement implanté dans la région de Chungcheong et a été formé par la plupart des parlementaires de l'Union démocrate libérale après que leur président Kim Jong-pil se fut retiré de la politique. Le PPA a compté six députés[réf. nécessaire] au parlement sud-coréen, après avoir remporté un siège lors d'élections législatives partielles organisées le 25 avril 2007.
Le 12 février 2008, peu avant les législatives, le PPA intègre le parti de l'avancement de la liberté nouvellement créé par Lee Hoi Chang. Ensemble, ils tenaient 8 sièges au parlement avant les élections.